# Vera (TV-program)
Vera var ett reportagebaserat debattprogram för ungdomar som sändes måndagar, tisdagar och torsdagar i SVT1 under 2000 och 2001.
Programmet var ett slags efterföljare till Bullen, och tog upp ungdomsfrågor såsom sexualitet och mobbning. Precis som Bullen visade Vera brevfilmer. Enligt TV-tablån från 2000 var Vera kul att se när man är glad. Skönt att se när man är ledsen.

## Programledare
Programmet hade fyra programledare som turades om att leda programmen:
- Kalle Brunelius - Hade tidigare spelat Kalle med kollen i SVT:s barnprogram Myror i brallan och varit programledare för ZTV-nytt.
- Sara Fahlander - Hade tidigare varit reporter på Bullen och programledare för radioprogrammet Ketchup fanclub i Sveriges Radio P3.
- Safa Safiyari - Hade tidigare varit reporter på Bullen och radioprogrammet Ketchup i P3, och är numera barnprogrambeställare på SVT.
- Karin Tötterman - Hade tidigare jobbat som reporter på ungdomsprogrammet X-it i finlandssvensk TV. Har även jobbat som skribent och TV-producent i Shanghai.

Ibland leddes programmet av två av dem, ibland tre eller bra en.

## TV-serier i programmet
I programmet visades också små TV-serier.
- Andra och tredje säsongen av Janne och Mertzi visades på måndagar och tisdagar. I TV-serien dök även Rydberg upp för första gången.
- TV-serien Rydberg, den skånske boxaren visades också i Vera, och var egentligen säsong tre av Janne och Mertzi. Dock medverkade Janne och Mertzi bara i några få avsnitt.
- 13 november 2000 hade TV-serien En klass för sig premiär i Vera. TV-serien handlade om ett gäng kompisar i en niondeklass i en fiktiv förort till Stockholm. I TV-serien syntes bland andra Nadine Kirschon som en av eleverna.